# Segona divisió peruana de futbol
La Segona divisió peruana de futbol és una competició professional peruana de futbol. És el segon nivell de la piràmide futbolística peruana i serveix de promoció a la primera divisió.
Va ser creada l'any 1943, inicialment formada només per equips de la Regió de Lima. Des de l'any 1988 el campionat és professional. El 2006 el campionat es va començar a jugar amb clubs de diferents regions del Perú.

## Historial
| Any  | Campió                         |
| ---- | ------------------------------ |
| 1943 | Telmo Carbajo                  |
| 1944 | Ciclista Lima                  |
| 1945 | Santiago Barranco              |
| 1946 | Ciclista Lima                  |
| 1947 | Jorge Chávez                   |
| 1948 | Centro Iqueño                  |
| 1949 | Jorge Chavez                   |
| 1950 | Unión Callao                   |
| 1951 | Asociación Chorrillos          |
| 1952 | Unión Callao                   |
| 1953 | Carlos Concha                  |
| 1954 | Unión Callao                   |
| 1955 | Carlos Concha                  |
| 1956 | Porvenir Miraflores            |
| 1957 | Mariscal Castilla              |
| 1958 | Unión América                  |
| 1959 | Mariscal Sucre                 |
| 1960 | Defensor Lima                  |
| 1961 | KDT Nacional                   |
| 1962 | Mariscal Sucre                 |
| 1963 | Carlos Concha                  |
| 1964 | Defensor Arica                 |
| 1965 | Mariscal Sucre                 |
| 1966 | Porvenir Miraflores            |
| 1967 | KDT Nacional                   |
| 1968 | Deportivo Municipal            |
| 1969 | Deportivo Sima                 |
| 1970 | Atlético Deportivo Olímpico    |
| 1971 | Deportivo Sima                 |
| 1972 | Atletico Chalaco               |
| 1973 | Unión Huaral                   |
| 1975 | Compañia Peruana de Telefonos  |
| 1979 | Papelera Atlas                 |
| 1980 | Unión Gonzales Prada           |
| 1981 | Juventud La Palma              |
| 1982 | Union Gonzales Prada           |
| 1983 | Unión Gonzales Prada           |
| 1984 | Unión Gonzales Prada           |
| 1985 | Alcides Vigo                   |
| 1986 | Internazionale                 |
| 1987 | Deportivo AELU                 |
| 1988 | Defensor Lima                  |
| 1989 | Sport Boys                     |
| 1990 | Hijos de Yurimaguas            |
| 1991 | Enrique Lau Chun               |
| 1992 | Unión Huaral                   |
| 1993 | Ciclista Lima                  |
| 1994 | Unión Huaral                   |
| 1995 | Guardia Republicana            |
| 1996 | Alcides Vigo                   |
| 1997 | Lawn Tennis                    |
| 1998 | Hijos de Yurimaguas            |
| 1999 | América Cochahuayco            |
| 2000 | Aviación-FAP                   |
| 2001 | Alcides Vigo                   |
| 2002 | Unión Huaral                   |
| 2003 | Sport Coopsol                  |
| 2004 | Olímpico Somos Perú            |
| 2005 | Olímpico Somos Perú            |
| 2006 | Deportivo Municipal            |
| 2007 | Club Universidad César Vallejo |
| 2008 | Total Clean                    |
| 2009 | Sport Boys                     |
| 2010 | Cobresol FBC                   |
| 2011 | José Gálvez                    |
| 2012 | Pacífico FC                    |
| 2013 | Los Caimanes                   |
| 2014 | Deportivo Municipal            |
| 2015 | Comerciantes Unidos            |
| 2016 | Academia Cantolao              |
| 2017 | Sport Boys                     |
| 2018 | Club Universidad César Vallejo |
| 2019 | Cienciano                      |
| 2020 | Alianza Atlético               |
| 2021 | Atlético Grau                  |
| 2022 | Cusco FC                       |

## Equips amb més títols
| Equip                | Títols                     |
| -------------------- | -------------------------- |
| Unión Huaral         | 4 (1973, 1992, 1994, 2002) |
| Unión Gonzales Prada | 4 (1980, 1982, 1983, 1984) |
| Carlos Concha        | 3 (1953, 1955, 1963)       |
| Deportivo Municipal  | 3 (1968, 2006, 2014)       |
| Ciclista Lima        | 3 (1944, 1946, 1993)       |
| Sport Boys           | 3 (1989, 2009, 2017)       |